# 2017년 토론토 국제 영화제
제42회 토론토 국제 영화제는 2017년 9월 7일에 열린 시상식이다.

## 수상 및 후보

### 관객상
- 쓰리 빌보드 아웃사이드 에빙, 미주리 - 마틴 맥도나 수상

### 다큐멘터리 관객상
- 페이시스 플레이시스 - 아녜스 바르다 수상

### 미드나잇 매드니스 관객상
- 바디드 - 조셉 칸 수상

### 캐나다 장편영화상
- 레 애팸스 - 로뱅 오베르 수상

### 캐나다 장편영화상 특별언급
- 더 리틀 걸 후 워즈 투 폰드 오브 매치스 - 시몽 라브와 수상

### 캐나다 단편영화상
- 프리-드링크 - 마르크-앙투안 레미어 수상

### 캐나다 단편영화상 특별언급
- 더 테슬라 월드 라이트 - 매튜 랜킨 수상

### 단편영화상
- 더 버든 - 니키 린드로트 본 바르 수상

### 단편영화상 특별언급
- 조용한 밤 - 치우 양 수상

### FIPRESCI-상
- 아바 - 사다프 포로우히 수상

### FIPRESCI-특별한 발표
- 어떤 작가 - 마누엘 마틴 쿠엔카 수상

### 넷팩상
- 대불+ - 신 야오 후앙 수상

### 캐나다 신인감독상
- 루크루키 - 웨인 와피무콰 수상

### 토론토 플랫폼상
- 스위트 컨트리 - 워윅 쏜톤 수상

### 토론토 플랫폼상 특별언급
- 다크 리버 - 클라이오 바나드 수상

### 현대 세계 영화 부문
- 아 챰브라 - 조나스 카피그나노
- 어 쇼트 오브 패밀리 - 디에고 레만
- 앨라니스 - 아나이 베르네리
- 아나, 모나무르 - 칼린 피터 네처
- 앤젤스 웨어 화이트 - 비비안 큐
- 에이프릴스 도터 - 미셸 프랑코
- 어리드미아 - 보리스 흘레브니코프
- 블랙 카이트 - 타리큐 카유미
- 비욘드 워즈 - 우줄라 안토니악
- 그녀가 그 이름을 알지 못하는 새들 - 시라이시 카즈야
- 브리드 - 사이먼 베이커
- 다크 이즈 더 나이트 - 아돌포 알릭스 주니어
- 디렉션스 - 스테판 코만다례프
- 디서피어런스 - 보드윈 쿨레
- 돈트 토크 투 아이린 - 팻 밀스
- 유서나이저 - 티무 니키
- 펠리시테 - 알랭 고미
- 굿 페이버 - 레베카 댈리
- 한나 - 안드레아 팔라오로
- 인시리에이티드 - 필리페 반 레우
- 레 애팸스 - 로뱅 오베르
- 라이프 앤 낫띵 모어 - 안토니오 멘데스 에스파르사
- 롱잉 - 샤비 가비존
- 말리나 더 머더러 인 포 액츠 - 몰리 수리아
- 메디테이션 파크 - 미나 슘
- 니나 - 유라이 레호츠키
- 우리는 같은 꿈을 꾼다: 몸과 영혼 - 일디코 엔예디
- 퍼블릭 스쿨드 - 카일 라이드아웃
- 더 빅 배드 폭스 앤 아더 테일스 - 파트릭 암베르 외 1명
- 인설트 - 지아드 두에리
- 더 저니 - 모하메드 알 다라지
- 더 리틀 걸 후 워즈 투 폰드 오브 매치스 - 시몽 라브와
- 더 라저스 - 브라이언 오맬리
- 더 넘버 - 칼로 마타바네
- 더 로얄 히비스커스 호텔 - 이샤야 바코
- 더 서밋 - 산티아고 미트레
- 튜리파니, 러브, 아너 앤 어 바이시클 - 마이크 반 디엠
- 언더 더 트리 - 하프슈타인 군나르 지그라쏜
- 베로니카 - 파코 플라자
- 루킹 포 움 쿨툼 - 시린 네샤트 외 1명
- 마이애미 - 자이다 베르그로트
- 모토라드 - 빈센트 아모림
- 포큐파인 레이크 - 잉그리드 베닌거
- 파이와켓 - 애덤 맥도널드
- 사무이 송 - 펜엑 라타나루앙
- 세르히오 & 세르게이 - 에르네스토 다라나스
- 듀티 - 안네마리 자시르
- 베스턴 - 발레스카 그리스바흐

### 디스커버리 부문
- 어 워디 컴패니언 - 카를로스 산체즈 외 1명
- 아바 - 사다프 포로우히
- 올 유 캔 잇 부다 - 이안 라가드
- 블랙 캅 - 코리 보리스
- 카디널스 - 그레이슨 무어 외 1명
- 루크루키 - 웨인 와피무콰
- 메리 고즈 라운드 - 몰리 맥글린
- 네버 스테디, 네버 스틸 - 캐슬린 헵번
- 시인의 사랑 - 김양희
- 어패스터시 - 다니엘 코코타즐로
- 파이브 핑거스 포 마르세유 - 마이클 매튜스
- 구틀란트 - 고빈다 반 맬레
- 아이 킬 자이언츠 - 안데르스 월터
- 키싱 캔디스 - 이파 맥아들
- 미라클 - 이글 버틀라이트
- 더 버터플라이 트리 - 프리실라 카메론
- 더 퓨쳐 어헤드 - 콘스탄자 노빅
- 더 가든 - 존야 마리아 크뢰너
- 더 그레이트 부다+ - 신 야오 후앙
- 메시 앤 모드 - 말린 존크먼
- 더 스완 - 아사 히롤레이프스도티르
- 밸리 오브 섀도우즈 - 조나스 맷조우 걸브랜드슨
- 와루 - 첼시 코헨 외 7명
- 윈터 브라더스 - 흘리뉘르 팔메이슨
- 1% - 스티븐 맥칼럼
- 쓰리 쿼터스 - 일리안 메테브
- 어 피쉬 아웃 오브 워터 - 뢰국안
- 디스어피어런스 - 알리 아스가리
- 하이 판타지 - 제나 카토 바스
- 휴먼 트레이세스 - 닉 고먼
- 아이 앰 낫 어 윗치 - 룬가노 니오니
- 인디안 홀스 - 스티븐 S. 캄파넬리
- 킬링 예수 - 로라 모라
- 몬타나 - 리모르 슈밀라
- 오블리비언 벌스 - 알리레자 하타미
- 오 루시! - 히라야나기 아츠코
- 프린세스 - 마리알리 리바스
- 레이븐스 - 얀스 아수르
- 스케폴딩 - 마탄 야이르
- 셔틀 라이프 - 진승길
- 시뮬레이션 - 아베드 아베스트
- 솔져스, 스토리 프롬 페렌타리 - 이바나 뮬라댄노빅
- 술레이만 마운틴 - 엘리자베타 스티쇼바
- 티그레 - 실비나 슈니처 외 1명
- 빌리지 록스타 - 리마 다스

### 갈라스 부문
- 보그 앤 매켄로 - 야누스 메츠
- 브리드 - 앤디 서키스
- 세 라 비! - 올리비에르 나카체 외 1명
- 다키스트 아워 - 조 라이트
- 필름 스타스 돈 다이 인 리버풀 - 폴 맥기건
- 킹스 - 데니즈 겜즈 에르구벤
- 롱 타임 러닝 - 제니퍼 베이치월 외 1명
- 메리 셸리 - 하이파 알 만수르
- 머드바운드 - 디 리스
- 스트롱거 - 데이빗 고든 그린
- 더 캐쳐 워즈 어 스파이 - 벤 르윈
- 더 마운틴 비트윈 어스 - 하니 아부 아사드
- 디 업사이드 - 닐 버거
- 더 와이프 - 비욘 룬게
- 우먼 워크 어헤드 - 수잔나 화이트
- 55 스텝 - 빌 어거스트
- 체퍼퀴딕 - 존 커랜
- 호첼라가, 랜드 오브 소울즈 - 프랑소와 지라르
- 마이 데이즈 오브 머시 - 탈리 샤롬-에저
- 더 레저 시커 - 파올로 비르지
- 쓰리 크라이스트 - 존 애브넷

### 마스터스 부문
- 그 후 - 홍상수
- 비사지, 빌라지 - 아녜스 바르다
- 퍼스트 리폼드 - 폴 슈레이더
- 해피 앤드 - 미카엘 하네케
- 러브리스 - 안드레이 즈비아긴체프
- 아워 피플 윌 비 힐드 - 앨라니스 오봄사윈
- 레인보우 - 어 프라이빗 어페어 - 파올로 타비아니 외 1명
- 더 하우스 바이 더 씨 - 로베르 게디기앙
- 디 아더 사이드 오브 호프 - 아키 카우리스마키
- 세 번째 살인 - 고레에다 히로카즈
- 자마 - 루크레시아 마르텔

### 미드나잇 매드니스 부문
- 브롤 인 셀 블록 99 - S.크레이그 찰러
- 다운레인지 - 기타무라 류헤이
- 그레이트 초이스 - 로빈 코미사
- 렛 더 콥시스 탄 - 엘렌 카테 외 1명
- 맘 앤 대드 - 브라이언 테일러
- 리벤지 - 코랄리 파르쟈
- 더 크레센트 - 세스 스미스
- 더 디제스터 아티스트 - 제임스 프랭코
- 더 리투얼 - 데이빗 브룩크너
- 뱀파이어 클레이 - 우메자와 소이치
- 바디드 - 조셉 칸

### 단편 부문
- 어 드라우닝 맨 - 마디 플레이펠
- 어 젠틀 나이트 - 치우 양
- 공항에서 - 미카엘라 뮐러
- 블루 크리스마스 - 샬롯 웰스
- 본본 - 라칸 마야시
- 카타스트로피 - 자밀레 반 비즌가르덴
- 다미아나 - 안드레스 라미레즈 풀리도
- 드롭 바이 드롭 - 로라 곤칼브즈 외 1명
- 에버레스팅 맘 - 엘리너 느체미야
- 파이브 미니츠 - 저스틴 베이트먼
- 피프틴 - 사메흐 알라
- 아이 디든트 슛 제시 제임스 - 소피 뷸리
- 조딜럭스 델라 크루즈, 엠플로이 오브 더 먼스 - 카를로 프란시스코 Y. 마나타드
- 롱 디스턴스 릴레이션쉽 - 카롤리나 마르코비치
- 로어 헤븐 - 에마드 알리브라힘 데코르디
- 매직 모멘츠 - 마티나 부첼로바
- 말론 - 제시카 팔루드
- 몬 아무르 몬 아미 - 아드리아노 발레리오
- 마더 - 로드리고 소로고옌
- 뫼비우스 - 샘 쿤
- 프레퍼레이션 - 소피아 게오르고바실리
- 푸쉬 잇 - 줄리아 셀린
- 로드사이드 어트랙션 - 패트릭 브레스난 외 1명
- 시나브 - 라일 밋첼 코빈 주니어
- 시그니처 - 케이 치카우라
- 스틸 워터 런즈 딥 - 아베시 아카미에
- 더 버든 - 니키 린드로트 본 바르
- 저승사자와 아들 - 드니 발겐비츠
- 더 프레지던트스 비지트 - 시릴 아리스
- 더 트리하우스 - 후안 세바스티안 케브라다
- 투게더 얼론 - 마테오 벤데스키
- 위키드 걸 - 아이스 카르탈
- 웨이팅 - 앰벌리 조 아우무아
- 웨이팅 포 하산 - 아이퍼난야 마두카
- 위 러브 모세스 - 디온느 에드워즈
- 언 이매진 컨버세이션: 카니예 웨스트 & 스티븐 호킹 - 솔 프리드맨
- 빅포드 파크 - 데인 클락 외 1명
- 버드 - 몰리 파커
- 찰스 - 도미닉 에티엔 시마드
- 크레아투라 다다 - 카롤린 모네
- 크렘 데 멘테 - 필립 데이비드 가네 외 1명
- 포 논나 안나 - 루이스 드 필리피스
- 그랜드마더 - 트레버 맥
- 래치드 - 저스틴 하딩
- 리라스 포레스트 - 코너 제섭
- 미드나잇 컨페션 - 맥스웰 맥케이브 로코스
- 밀크 - 헤더 영
- 누우카 - 미쉘 라티머
- 프리-드링크 - 마르크-앙투안 레미어
- 럽쳐 - 야스미나 카라야
- 쉐도우 네츠 - 필립 바커
- 스테이, 아이 돈트 원트 투 비 얼론 - 가브리엘 사비냑
- 디 아규먼트 (위드 애너테이션스) - 다니엘 콕번
- 더 크라잉 콘치 - 빈센트 토이
- 더 드롭 인 - 날레디 잭슨
- 더 테슬라 월드 라이트 - 매튜 랜킨
- 스레즈 - 토릴 코브
- 위 포갓 투 브레이크 업 - 챈들러 르백
- 호머 b - 밀로스 미트로비치 외 1명

### 특별한 발표 부문
- 어 판타스틱 우먼 - 세바스찬 렐리오
- 어 시즌 인 프랑스 - 마하마트 살레 하룬
- 120 비츠 퍼 미닛 - 로빈 캉필로
- 배틀 오브 더 섹시스 - 조나단 데이턴 외 1명
- 콜 미 바이 유어 네임 - 루카 구아다니노
- 캐치 더 윈드 - 가엘 모렐
- 디서비디언스 - 세바스찬 렐리오
- 다운사이징 - 알렉산더 페인
- 그들이 아버지를 죽였다: 캄보디아 딸이 기억한다 - 안젤리나 졸리
- 하스타일 - 스콧 쿠퍼
- 아이, 토냐 - 크레이그 질레스피
- 레이디 버드 - 그레타 거윅
- 노비티에이트 - 마가렛 베츠
- 오메르타 - 한살 메흐타
- 프롱제 - 멜라니 로랑
- 프로페서 마스턴 & 더 원더우먼 - 안젤라 로빈슨
- 마이클 잭슨 따라잡기 - 아므르 살라마
- 서브머전스 - 빔 벤더스
- 서버비콘 - 조지 클루니
- 더 브롤러 - 아누락 카시압
- 더 브레드위너 - 노라 트메이
- 더 칠드런 액트 - 리처드 이어
- 커런트 워 - 알폰소 고메즈-레존
- 더 가디언즈 - 자비에 보브와
- 더 헝그리 - 보닐라 샤터지
- 더 프라이스 오브 석세스 - 테디 루시-몬데스테
- 더 라이더 - 클로이 자오
- 더 셰이프 오브 워터 - 기예르모 델 토로
- 더 스퀘어 - 루벤 외스틀룬드
- 델마 - 요아킴 트리에
- 쓰리 빌보드 아웃사이드 에빙, 미주리 - 마틴 맥도나
- 빅토리아 & 압둘 - 스티븐 프리어즈
- 마더! - 대런 아로노프스키
- 아이 온 줄리엣 - 킴 누옌
- 폭스트롯 - 사무엘 마오즈
- 아이 러브 유, 대디 - 루이스 C.K.
- 인 더 페이드 - 파티 아킨
- 저니스 엔드 - 사울 딥
- 코다크롬 - 마크 라소
- 린 온 피트 - 앤드류 헤이
- 러빙 파블로 - 페르난도 레온 데 아라노아
- 메이킹 오브 마이클 잭슨스 스릴러 - 제리 크레이머
- 맨헌트 - 오우삼
- 마크 펠트: 더 맨 후 브로우트 다운 더 화이트 하우스 - 피터 랜즈먼
- 매로우본 - 세르지오 G. 산체즈
- 마이클 잭슨스 스릴러 - 존 랜디스
- 몰리스 게임 - 아론 소킨
- 넘버 원 - 토니 마샬
- 온 체실 비치 - 도미닉 쿡
- 아웃사이드 인 - 린 쉘튼
- 빠삐용 - 마이클 노어
- 레이서 앤 더 제일버드 - 마이클 R. 로스컴
- 래디언스 - 가와세 나오미
- 리다우터블 - 미셀 하자나비시우스
- 더 캡틴 - 로베르트 슈벤트케
- 더 컨포미스트 - 차이샹준
- 더 큐어드 - 데이빗 프레인
- 더 이스케이프 - 도미닉 세비지
- 더 플로리다 프로젝트 - 션 베이커
- 더 킬링 오브 어 세이크리드 디어 - 요르고스 란티모스
- 더 모티브 - 마누엘 마틴 쿠엔카
- 쓰리 픽스 - 얀 차바일
- 유니콘 스토어 - 브리 라슨
- 우 위 아 나우 - 매튜 뉴턴
- 유 디서피어 - 피터 쇼나우 포그
- 방화 - 펑 샤오강

### 플랫폼 부문
- 비스트 - 마이클 피어스
- 괜찮아요, 미스터 브래드 - 마이크 화이트
- 커스터디 - 자비에 르그랑
- 다크 리버 - 클라이오 바나드
- 유포리아 - 리자 랑세트
- 이프 유 쏘우 히즈 하트 - 조안 쳄라
- 마드모아젤 파라디 - 바바라 앨버트
- 라지아 - 나빌 아우크
- 스위트 컨트리 - 워윅 쏜톤
- 더 데스 오브 스탈린 - 아만도 이아누치
- 더 씬 앤 언씬 - 카밀라 안디니
- 왓 윌 피플 세이 - 이람 하크
- 비스트 - 마이클 피어스
- 괜찮아요, 미스터 브래드 - 마이크 화이트
- 커스터디 - 자비에 르그랑
- 다크 리버 - 클라이오 바나드
- 유포리아 - 리자 랑세트
- 이프 유 쏘우 히즈 하트 - 조안 쳄라
- 마드모아젤 파라디 - 바바라 앨버트
- 라지아 - 나빌 아우크
- 스위트 컨트리 - 워윅 쏜톤
- 더 데스 오브 스탈린 - 아만도 이아누치
- 더 씬 앤 언씬 - 카밀라 안디니
- 왓 윌 피플 세이 - 이람 하크

### 파장 부문
- (100ft) - 김민정
- 에이리언스 - 루이스 로페즈 카라스코
- 비욘드 더 원 - 안나 마르지아노
- 브라운 앤 클리어 - 케빈 제롬 에버슨
- 카니바 - 루시엔 캐스팅-테일러
- 코코테 - 넬슨 카를로 드 로스 산토스 아리아스
- 컨피겨레이션 인 블랙 앤 화이트 - 헬가 판덜
- 디스로케이션 블루스 - 스카이 호핀카
- 디비전 무브먼트 투 붕따우 - 벤자민 크로티 외 1명
- 드래곤플라이 아이즈 - 쉬빙
- 파이어 - 루시 파커
- 플로렌스 - 에르키 큐르니에미
- 플로레스 - 호르헤 제이콤
- 플루이드 프런티어 - 에브라임 애실리
- 프롬 소스 투 포엠 - 로사 바바
- 굿 럭 - 벤 러셀
- 하트 오브 어 마운틴 - 파라스투 아누샤 푸어 외 2명
- 쟈네트, 더 차일드후드 오브 조앤 오브 아크 - 브루노 뒤몽
- 라 리베르타드 - 로라 후어타스 밀란
- 르 포트 데스 풀스 - 나리마네 마리
- 미스터 옐로우 스웨트셔츠 - 파코 벨레즈 외 1명
- 미세스. 팡 - 왕빙
- 옥시덴탈 - 닐 벨루파
- 온워드 로스레스 팔로우 - 마이클 A. 로빈슨
- 프로토타입 - 블레이크 윌리엄스
- 팔머스톤 Blvd. - 댄 브라운
- 판타지 센텐시스 - 데인 콤리엔
- 픽실레이션 - 앤 샤를로트 로버트슨
- 로즈 골드 - 사라 크위너
- 스캐폴드 - 카직 라드완스키
- 스트레인즐리 오디너리 디스 디보션 - 대니 레벤달
- 어 스킨 쏘 소프트 - 드니 코테
- 더 낫띵 팩토리 - 페드로 피뇨
- 더 왓치멘 - 펀 실바
- 티치노 - 프리들 폼 그뢸러
- 터틀스 아 올웨이스 홈 - 로완 나시프
- 웨이스트랜드 넘버 1: 아던트, 버던트 - 조디 맥
- 예티 - 보이체흐 바코스키
- 빌로우-어보브 - 안드레 레만
- 썸 시티즈 - 프란체스코 가그리아디

### 프라임타임 부문
- 알리아스 그레이스 - 메리 해론
- 다크 - 바란 보 오다르 외 1명
- 더 듀스 - 미셀 맥라렌 외 1명
- 더 걸프렌드 익스피리언스 - 에이미 세이메츠 외 1명
- 언더 프레셔 - 엔드류차 웨딩턴

### TIFF KIDS 부문
- 더 빅 배드 폭스 앤 아더 테일스 - 파트릭 암베르 외 1명
- 더 브레드위너 - 노라 트메이
- 비곤 듈 케어 - 노먼 맥라렌 외 1명
- 캐나다 비네트: 로그 드라이버스 왈츠 - 존 웰던
- 스웨터 - 쉘던 코헨

### Next Wave 부문
- 아바 - 사다프 포로우히
- 콜 미 바이 유어 네임 - 루카 구아다니노
- 다크 - 바란 보 오다르 외 1명
- 레이디 버드 - 그레타 거윅
- 마이클 잭슨 따라잡기 - 아므르 살라마
- 더 라이더 - 클로이 자오
- 유니콘 스토어 - 브리 라슨
- 왓 윌 피플 세이 - 이람 하크
- 하이 판타지 - 제나 카토 바스
- 킬링 예수 - 로라 모라
- 스케폴딩 - 마탄 야이르
- 방화 - 펑 샤오강

### 컨템포러리 월드 스피커스
- 캐치 더 윈드 - 가엘 모렐
- 스케폴딩 - 마탄 야이르
- 사일러스 - 안잘리 나야르 외 1명
- 더 저니 - 모하메드 알 다라지
- 더 레전드 오브 더 어글리 킹 - 휴젠 타박

### 스페셜 이벤트
- 비곤 듈 케어 - 노먼 맥라렌 외 1명
- 캐나다 비네트: 로그 드라이버스 왈츠 - 존 웰던

### 페스티벌 스트리트
- 스웨터 - 쉘던 코헨
- 비곤 듈 케어 - 노먼 맥라렌 외 1명
- 캐나다 비네트: 로그 드라이버스 왈츠 - 존 웰던
- 퀸카로 살아남는 법 - 마크 워터스
- 트루먼 쇼 - 피터 위어
- 웨인즈 월드 - 페넬로프 스피어리스

### TIFF CINEMATHEQUE 부분
- 인어가 노래하는 소리를 들었네 - 패트리샤 로제마
- 노스 오브 수퍼리어 - 그램 퍼거슨
- 픽쳐 오브 라이트 - 피터 메틀러
- 루드 - 클레멘트 버고

### TIFF DOCS 부분
- 아즈마이스: 어 저니 쓰루 더 섭컨티넌트 - 사비하 수마르
- 붐 포 리얼: 더 레이트 틴에이지 이어즈 오브 진-미셸 바스키아 - 사라 드라이버
- 코카인 프리즌 - 바이올레타 아야라
- 에릭 클랩튼: 라이프 인 12 바스 - 릴리 피니 자눅
- 엑스 리브리스 - 더 뉴욕 퍼블릭 라이브러리 - 프레더릭 와이즈먼
- 그레이스 존스: 블러드라이트 앤 바미 - 소피 파인즈
- 제인 - 브렛 모겐
- 짐 & 앤디: 더 그레이트 비욘드 - 더 스토리 오브 짐 캐리 & 앤디 코프먼 피처링 어 베리 스페셜, 컨트랙츄얼리 오블리게이티드 멘션 오브 토니 클리프턴 - 크리스 스미스
- 리빙 프루프 - 맷 엠브리
- 아이들, 원숭이 그리고 성 한 채 - 구스타보 살메론
- 러브 민즈 제로 - 제이슨 콘
- 마칼라 - 엠마누엘 그라스
- 오브 쉽 앤 멘 - 카림 사야드
- 원 오브 어스 - 헤이디 에윙 외 1명
- 새미 데이비스, 주니어.: 아이브 고타 비 미 - 사무엘 D. 폴라드
- 스코티 앤 더 시크릿 히스토리 오브 헐리우드 - 맷 타이노어
- 사일러스 - 안잘리 나야르 외 1명
- 슈퍼 사이즈 미 2: 홀리 치킨! - 모건 스펄록
- 더 카터 이펙트 - 숀 메나도
- 더 차이나 허슬 - 제드 로스스타인
- 더 파이널 이어 - 그렉 바커
- 더 가프셀 어코딩 투 안드레 - 케이트 노박
- 더 저지 - 에리카 콘
- 더 레전드 오브 더 어글리 킹 - 휴젠 타박
- 디 아더 사이드 오브 에브리씽 - 밀라 튜라릭
- 데어 이즈 어 하우스 히어 - 앨런 츠바이크
- 사이티드 아이즈/필링 하트 - 트레이시 헤더 스트레인

### 아워 디지털 퓨처
- 다운사이징 - 알렉산더 페인
- 드래곤플라이 아이즈 - 쉬빙
- 아이 온 줄리엣 - 킴 누옌
- 로드사이드 어트랙션 - 패트릭 브레스난 외 1명
- 사일러스 - 안잘리 나야르 외 1명
- 커런트 워 - 알폰소 고메즈-레존